# 灰毛紫菀
灰毛紫菀（学名：Aster polius）是菊科紫菀属的植物，是中国的特有植物。分布在中国大陆的四川等地，生长于海拔2,200米至2,700米的地区，多生在河谷，目前已由人工引种栽培。